# Epi Schlüsselberger
Elfriede „Epi“ Schlüsselberger (* 17. März 1926 in Wien; † 20. Mai 2023) war eine österreichische Grafikerin und Kostümbildnerin.

## Leben
Epi Schlüsselberger wuchs in einer bürgerlichen Familie auf und studierte von 1940 bis 1947 an der Wiener Kunstgewerbeschule Keramik, Buch- und Schriftgestaltung sowie Bühnenbild bei Hertha Larisch-Ramsauer und Otto Niedermoser. Der Gestaltung von Schriften galt ihr besonderes Interesse, daher absolvierte sie eine Setzerlehre bei der damals größten Druckerei und Setzerei Gebr. Klingspor in Offenbach am Main. Danach studierte sie zwei Jahre Malerei und Grafik an der École des Beaux-Arts in Paris bei Fernand Léger und André Lhote und ein Jahr an der Central School of Arts and Crafts in London bei William Johnstone und Irene Wellington. 1954 heiratete sie den Bühnenbildner Georg Schmid, mit dem sie an gemeinsamen Projekten für Bühnen, Verlage und andere Auftraggeber eng zusammenarbeitete. 1960 wurde Epi Schlüsselberger von der Pariser Druckerei und Setzerei Imprimeries Oberthur für die Filiale in Rennes als Art-Direktorin engagiert. Um wieder mit ihrem Mann in Wien arbeiten zu können, gab sie diese Stelle trotz großer Erfolge wieder auf.
Im Jahr 2004 wurde Schlüsselberger der Berufstitel Professor verliehen.

## Werk
Epi Schlüsselberger entwarf Gebrauchsgrafik wie Kalender, Lithografien, Buchillustrationen und Schriftblätter, unter anderem auch Medikamentenpackungen und Werbematerialien für die Ciba oder Plakate und Ausstellungskataloge für die Albertina. Sie stattete über 100 Theaterproduktionen mit Kostümen aus, unter anderem am Landestheater Salzburg, dem Theater in der Josefstadt, dem Volkstheater Wien, den Bregenzer Festspielen und am Schauspielhaus Zürich. Eines der größten gemeinsamen Projekte des Ehepaars Schlüsselberger-Schmid war die Entwicklung des Designs der Weltausstellungen in Brüssel 1958 und in Montreal 1967.

## Ausstellungen (Auswahl)
- Biennale von São Paulo, 1959
- Victoria and Albert Museum, London, 1965
- Biennale von Venedig, 1972
- Österreichische Nationalbibliothek, 1994
- Werkschau Schrift-Bilder, Universität für angewandte Kunst Wien, 2013